# آسگاردیا

آسگاردیا نام یک ملت مستقر در فضاست. هدف از تأسیس آن نیز ایجاد یک فضای امن و مطمئن و صلح‌آمیز برای انسان‌هاست.
تاُسیس این ملت در ۱۲ اکتبر ۲۰۱۶ توسّط ایگور آشوربیلی ،بنیانگذار مرکز تحقیقات هوا و فضا بین‌المللی وین  و رئیس کمیته علوم فضایی یونسکو پیشنهاد شد. هدف وب‌سایت آن نیز در حال حاضر پذیرش مردم برای ثبت نام و شهروند پذیرفتن است با هدف این‌که سازمان ملل متحد آن‌ها را به عنوان یک دولت مستقل، به رسمیّت بشناسد. جزئیات فنّی و بیشتر، هنوز مبهم است.
این سازمان یک ماهواره به نام آسگاردیا-1 با ظرفیّت فضای دیجیتال حدود 512 گیگابایت را راه‌اندازی و در سال ۲۰۱۷ میلادی، به فضا فرستاد. این فضا در اختیار شهروندان قرار گرفته و شهروندان بنا به اولویت زمان ثبت نام خود از 500 تا 100 کیلوبایت فضا برای آپلود فایل‌های خود در قالب‌های فیلم، عکس، و متن در اختیار دارند. در حال حاضر نیز، رای‌گیری‌ای برای انتخب اعضای پارلمان و دولت در حال برگزاری است. هم اکنون، می‌توان با ورود به سایت رسمی ثبت نام کاندیدای مورد نظر خود را انتخاب کنید و به او رای بدهید.
همچنین به تازگی قانون اساسی این کشور نیز تدوین شده‌است و شهروندان میبایست آن را تأیید کنند.
این کشور توسّط ۱۲ وزارت‌خانه از جمله وزارت‌خانه‌های علوم، فضا، آموزش و پرورش، اطّلاعات و ارتباطات، امور خارجه، تجارت و بازرگانی، دارایی، ایمنی و امنیّت، دادگستری، ادغام و یک وزارت‌خانه دیگر که در فیسبوک آسگاردیا توسّط جامعه آن پیشنهاد می‌شود، اداره خواهد شد. وزرای این وزارت‌خانه‌ها نیز قبل از نخستین انتخابات، توسّط آشوربیلی انتخاب می‌شوند و انتخاباتی هم در ژوئن ۲۰۱۷ برگزار شد که در نتیجه آن دکتر ایگور آشوربیلی به سمت پادشاهی منصوب شد.
جمعیت:
الان حدود یک و نیم میلیون نفر جمعیت دارد.